# Richard Joseph Davis
Richard Joseph Davis Jr. (7 de agosto de 1921 – 4 de marzo de 1999)  fue el 34º vicegobernador de Virginia de 1982 a 1986 bajo el mando del gobernador Chuck Robb. Davis, ex alcalde de Portsmouth (Virginia), fue elegido vicegobernador en 1981 y ganó 8 de los 10 distritos electorales que componían Virginia; su margen de victoria a nivel estatal sobre el senador republicano Nathan H. Miller fue de 150.000 votos. En 1982, Davis se postuló para el Senado de los Estados Unidos, pero perdió ante el candidato republicano Paul S. Trible Jr.
Davis tuvo la distinción de ser el primer católico elegido para un cargo estatal en la historia de Virginia. Davis seguiría siendo el único católico elegido a nivel estatal en la historia de Virginia hasta las elecciones generales de Virginia de 2001, cuando Tim Kaine fue elegido vicegobernador, el mismo cargo que alguna vez ocupó Davis. Cuatro años más tarde, en las elecciones generales de Virginia de 2005, se hizo historia nuevamente cuando Kaine ganó la carrera de gobernador y Bob McDonnell ganó la carrera de fiscal general. Las elecciones de Kaine y McDonnell crearon un nuevo récord en la historia de Virginia en ese momento: dos católicos elegidos para cargos estatales.
Mientras era vicegobernador, Davis sirvió en el poder ejecutivo con dos compañeros demócratas: el fiscal general Gerald Baliles, quien sería elegido gobernador en 1985; y el gobernador Chuck Robb, quien había precedido a Davis como vicegobernador.
Davis fue dueño de los Tidewater Sharks en la Southern Hockey League de 1975 a 1977.